# Lygodactylus expectatus
Lygodactylus expectatus là một loài thằn lằn trong họ Gekkonidae. Loài này được Pasteur & Blanc mô tả khoa học đầu tiên năm 1967.